# Andreu de Grècia
Andreu de Grècia (grec: Ανδρέας της Ελλάδας και της Δανίας)  (Tatoi, 2 de febrer de 1882 - Hôtel Métropole, 3 de desembre de 1944) príncep de Grècia i de Dinamarca, quart fill mascle del rei Jordi I de Grècia i de la gran duquessa Olga de Rússia.

## Biografia
El príncep Andreu va néixer al Palau de Tatoi just al nord d'Atenes, el 2 de febrer de 1882, sent el quart fill de Jordi I de Grècia. Membre de la Casa de Schleswig-Holstein-Sonderburg-Glücksburg, va ser príncep de Grècia i Dinamarca, ja que el seu pare era el fill petit de Cristià IX de Dinamarca. Estava en la línia de successió al tron grec i més llunyanament al danès.
A més del grec, la seva llengua materna, l'Andreu va aprendre danès, alemany, francès, anglès i rus. En converses amb els seus pares es negava a parlar res més que grec. Va assistir a l'escola de cadets i a l'acadèmia d'estat major a Atenes, i va rebre classes particulars addicionals en temes militars de Panagiotis Danglis, qui va registrar que era "ràpid i intel·ligent". Es va "fer força amic" del seu company d'estudis Theodore Pangalos, el futur dictador grec.
Malgrat la seva miopia, Andreu es va allistar a l'exèrcit com a oficial de cavalleria el maig de 1901.
El 1902, el príncep Andreu va conèixer la princesa Alícia de Battenberg durant la seva estada a Londres amb motiu de la coronació d'Eduard VII, que era el seu oncle per matrimoni i el seu oncle avi. La princesa Alícia era filla del príncep Lluís de Battenberg i de la princesa Victòria de Hessen, i de Rhin, neboda del rei Eduard. Es van enamorar, i l'any següent, el 6 d'octubre del 1903, Andreu es va casar amb Alice en un casament civil a Darmstadt. L'endemà es van celebrar dos serveis religiosos de casament: un luterà a l'església evangèlica del castell i un altre ortodox grec a la capella russa del Mathildenhöhe. El príncep i la princesa Andreu van tenir cinc fills, i tots ells van tenir fills posteriors:
- Margarida de Grècia nascuda el 1905 a Atenes i morta el 1981 a Bad Wiessee. Es casà amb el príncep Guifré de Hohenlohe-Lagenburg.

- Teodora de Grècia nascuda el 1906 a Atenes i morta el 1966 a Konstanz. Es casà amb el marcgravi Bartomeu de Baden.

- Cecília de Grècia nascuda el 1911 a Atenes i morta el 1936 a Oostende en un accident d'aviació. Es casà amb el gran duc Jordi Donatus de Hessen-Darmstadt

- Sofia de Grècia nascuda el 1914 a Corfú i morta el 2001 a Baviera. Es casà en primeres núpcies amb el príncep Cristòfol de Hessen-Kassel i en segones núpcies amb el príncep Jordi Guillem de Hannover.

- Felip de Grècia nascut el 1921 a Corfú. Està casat amb la reina Elisabet II del Regne Unit.

La dècada de 1930 vingué marcada pel casament de les seves quatre filles dintre de diferents famílies principesques alemanyes i per l'internament de la princesa Alícia en un centre de malalts mentals. L'any 1937 moria en un accident aeri la princesa Cecília de Grècia juntament amb el seu marit i els seus dos fills.

### Inici de la carrera professional
El 1909, la situació política a Grècia va conduir a un cop d'estat, ja que el govern d'Atenes es va negar a donar suport al parlament cretenc, que havia demanat la unió de Creta (que nominalment encara formava part de l'Imperi Otomà ) amb la grega continental. Un grup d'oficials insatisfets van formar una Lliga Militar nacionalista grega i van exigir, entre altres reformes, la destitució dels prínceps reials de l'exèrcit, cosa que va portar a la dimissió del príncep Andreu de l'exèrcit i a l'ascens al poder d'Eleftherios Venizelos. Uns anys més tard, en esclatar les Guerres Balcàniques el 1912, Andreu va ser reincorporat a l'exèrcit com a tinent coronel del 3r Regiment de Cavalleria, i posat al comandament d'un hospital de campanya. Durant la guerra, el seu pare va ser assassinat i Andreu va heretar una vil·la a l'illa de Corfú, Mon Repos, així com una renda vitalícia de 4.000 lliures. El 1914, Andreu (com molts prínceps europeus) va ocupar càrrecs militars honorífics tant als imperis alemany com rus, així com títols de cavaller prussià, rus, danès i italià.
Durant la Primera Guerra Mundial, Andreu va continuar visitant Gran Bretanya, tot i les acusacions velades a la Cambra dels Comuns britànica que era un agent alemany. El seu germà, el rei Constantí, que era cunyat del kàiser, va seguir una política de neutralitat, però el govern democràticament elegit de Venizelos va donar suport als aliats. El juny de 1917, la política de neutralitat del rei s'havia tornat tan insostenible que va abdicar i la família reial grega es va veure obligada a exiliar-se. Durant els següents anys, la major part de la família reial grega va viure a Suïssa.

## Exili de Grècia

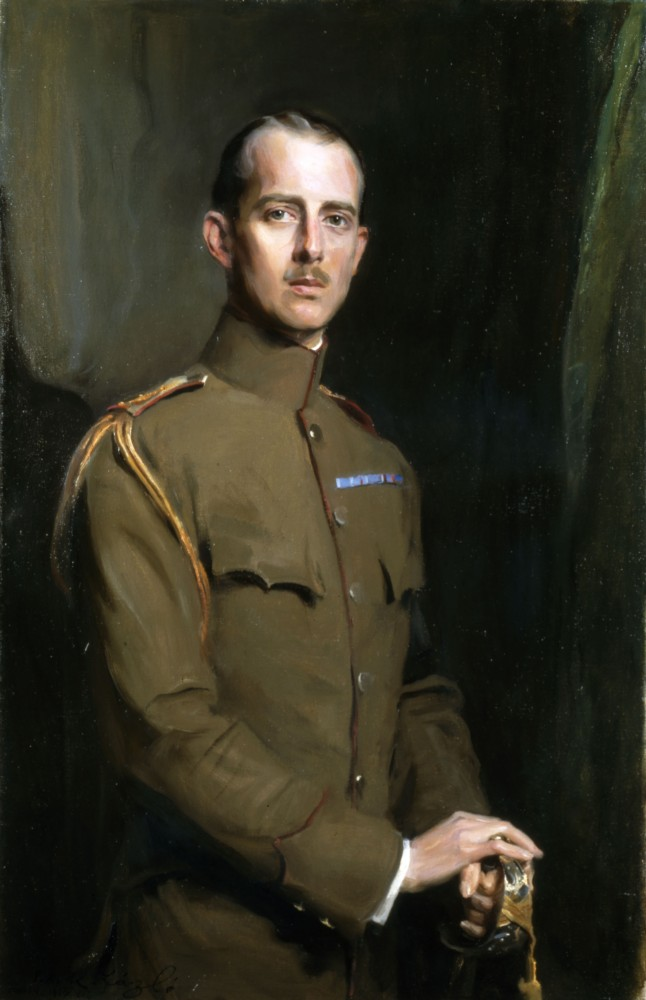
Retrat de Philip de László, 1913

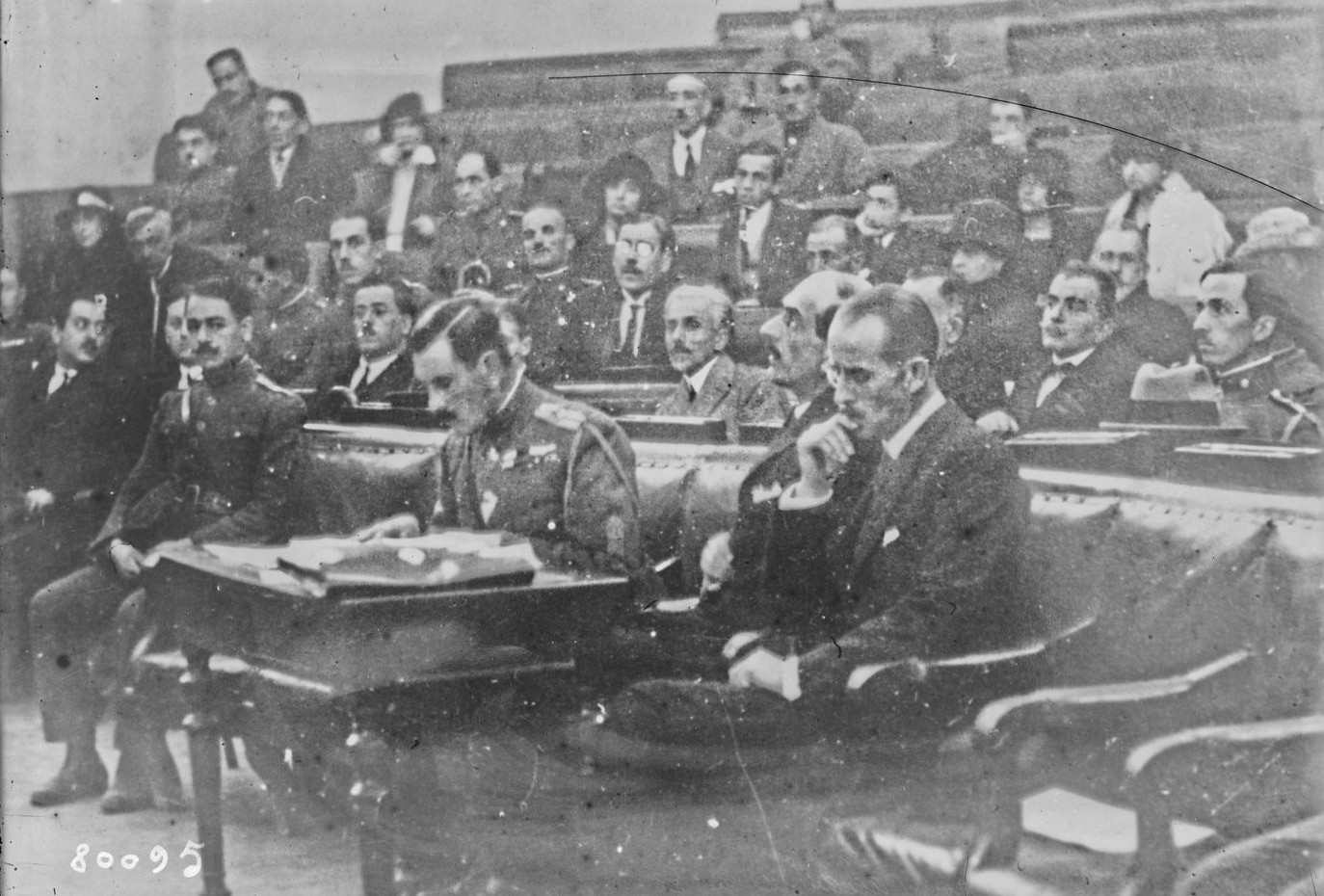
El príncep Andreu (primer per la dreta) durant el judici el 1922

Durant tres anys, el segon fill de Constantí, Alexandre, va ser rei de Grècia, fins a la seva mort prematura per una infecció deguda a la picada d'un mico. Constantí va ser restituït al tron i Andreu va ser reincorporat de nou a l'exèrcit, aquesta vegada com a general de divisió. La família es va establir a Mon Repos.
Andreu va rebre el comandament del II Cos d'Exèrcit durant la batalla de Sakarya, que va aturar eficaçment l'avanç grec a la Guerra Grecoturca (1919-1922). L'Andreu tenia poc respecte pels seus superiors, a qui considerava incompetents. Se li va ordenar atacar les posicions turques, cosa que va considerar una acció desesperada gairebé com "un pànic mal dissimulat". Negant-se a posar els seus homes en perill indegut (patint manca d'aliments i municions), Andreu va seguir el seu propi pla de batalla, per a gran consternació del general comandant, Anastasios Papoulas. Rellevat del seu cap d'estat major i reprimit per Papoulas, al setembre Andreu va demanar ser destituït del comandament, però Papoulas s'hi va negar. Les tropes d'Andreu es van veure obligades a retirar-se. Va ser posat en permís durant dos mesos, fins que va ser traslladat al Consell Suprem de l'Exèrcit. El març de 1922, va ser nomenat comandant del V Cos d'Exèrcit a l'Epir i les Illes Jòniques. Papoulas va ser substituït pel general Georgios Hatzianestis.
La derrota grega a l'Àsia Menor a l'agost de 1922 va conduir a la Revolució de l'11 de setembre de 1922, durant la qual el príncep Andreu va ser arrestat, sotmès a consell de guerra i declarat culpable de "desobeir una ordre" i "actuar per iniciativa pròpia" durant la batalla de l'any anterior. Molts acusats en els judicis per traïció que van seguir al cop van ser afusellats, incloent-hi Hatzianestis i cinc alts càrrecs polítics. Els diplomàtics britànics van assumir que Andreu també estava en perill de mort. Andreu, tot i que es va salvar, va ser desterrat de per vida i la seva família va fugir a l'exili a bord d'un creuer britànic, el HMS Calypso. La família es va establir a Saint-Cloud, als afores de París, en una petita casa que els havia prestat la rica cunyada d'Andreu, la princesa Jordi de Grècia. A ell i a la seva família els van desposseir de la nacionalitat grega i van viatjar amb passaport danès.
El 1930, Andreu va publicar un llibre titulat Towards Disaster: The Greek Army in Asia Minor in 1921, en què defensava les seves accions durant la batalla de Sakarya, però essencialment va viure una vida de jubilació forçada, tot i tenir només quaranta anys. Durant el seu temps a l'exili, la família es va anar dispersant cada cop més. L'Alice va patir una crisi nerviosa i va ser internada a Suïssa. Les seves filles es van casar i es van establir a Alemanya, separades d'Andreu, i Philip va ser enviat a l'escola a Gran Bretanya, on va ser criat pels parents britànics de la seva mare. L'Andreu va anar a viure al sud de França.
A la Riviera francesa, Andreu vivia en un petit apartament, o en habitacions d'hotel, o a bord d'un iot amb la comtessa Andrée de La Bigne. El seu matrimoni amb Alice havia acabat pràcticament, i després de la seva recuperació i alliberament, ella va tornar a Grècia. El 1936, la seva sentència d'exili va ser anul·lada per lleis d'emergència, que també van restituir terres i rendes vitalícies al rei. L'Andreu va tornar a Grècia per a una breu visita aquell maig. L'any següent, la seva filla embarassada Cecilie, el seu gendre i dos dels seus néts van morir en un accident aeri a Ostende; va viatjar a Londres per reunir-se amb el seu fill de setze anys, el  príncep Felip d'Edimburg, i van anar junts a Darmstadt, on va conèixer Alice per primera vegada en sis anys al funeral.
Durant la Segona Guerra Mundial, es va trobar pràcticament atrapat a la França de Vichy, a la Riviera francesa, on va passar tota la guerra, entre Montecarlo i Canes, mentre el seu fill, el príncep Felip, lluitava al costat dels britànics. No podien veure's ni tan sols mantenir correspondència entre ells. Els tres gendres supervivents d'Andreu van lluitar al bàndol alemany: el príncep Cristòfol de Hesse era membre del Partit Nazi i de les Waffen-SS ; Berthold, marcgravi de Baden, va ser invàlid de la Wehrmacht el 1940 després d'una lesió a França; el príncep Gottfried de Hohenlohe-Langenburg va servir al front oriental i va ser destituït després del complot del 20 de juliol . Durant cinc anys, l'Andreu no va veure ni la seva dona ni el seu fill.

## Mort i enterrament

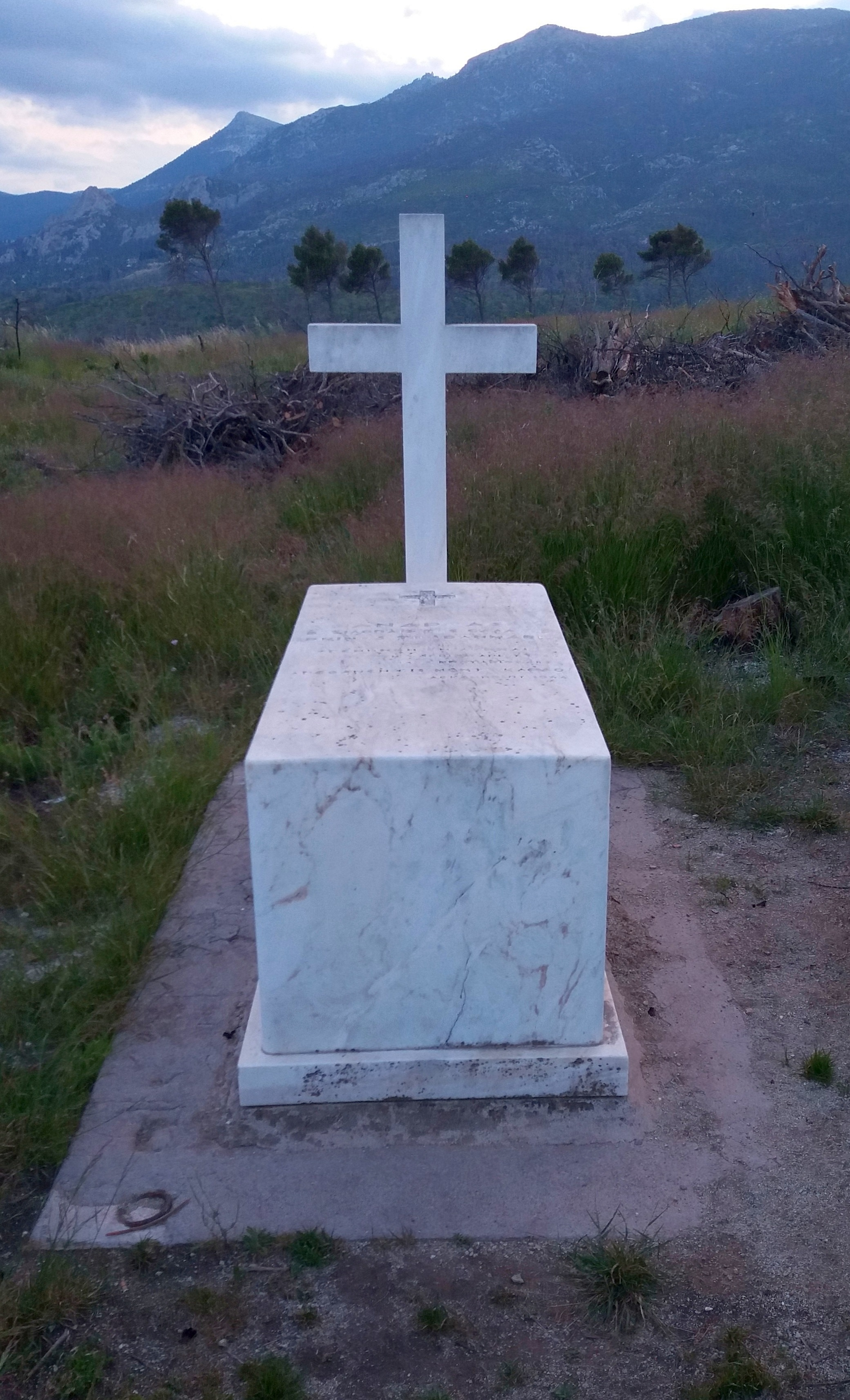
Tomba del príncep Andreu (1882–1944) al cementiri reial de Tatoi

Va morir a l'Hotel Metropole de Montecarlo, Mònaco, d'insuficiència cardíaca i arterioesclerosi durant els últims mesos de la guerra a Europa. Andreu va ser enterrat inicialment a l'església ortodoxa russa de Niça, però el 1946 les seves restes van ser traslladades pel creuer grec Averof al cementiri reial del Palau de Tatoi, prop d'Atenes. El príncep Felip i el seu llavors secretari privat, Mike Parker, van viatjar a Montecarlo per recollir objectes que pertanyien al seu pare d'Andrée de La Bigne; entre aquests objectes: un anell de segell que el príncep va portar a partir de llavors, una brotxa d'afaitar d'ivori que va començar a utilitzar i algunes peces de roba que havia retocat perquè li quedessin bé. El príncep Andreu va deixar al seu únic fill set dècimes parts del seu patrimoni, però també va deixar un deute de 17.500 lliures, cosa que va fer que l'àvia materna de Felip, Victòria Mountbatten, marquesa de Milford Haven, es queixés amargament de l'extravagància en què el príncep grec havia estat induït per la seva amant francesa.

## Honors i premis
- Regne de Grècia : Gran Creu de l'Orde del Redemptor
- Dinamarca: 
  - Cavaller de l'Orde de l'Elefant, 6 d'agost de 1902
  - Creu d'Honor de l'Orde del Dannebrog, 9 de novembre de 1902
  - Medalla commemorativa de les noces d'or del rei Cristià IX i la reina Lluïsa
  - Medalla del Centenari del Rei Cristià IX
- Imperi Alemany: Cavaller de l' Orde de l'Àguila Negra 
  - Hesse i pel Rin : Cavaller del Gran Orde Ducal de Hesse del Lleó d'Or, 7 d'octubre de 1903
- Regne d'Itàlia: Cavaller de l'Ordre Suprem de la Santíssima Anunciació, 8 d'abril de 1907
- Mònaco: Cavaller de la Gran Creu de l' Orde de Sant Carles, 14 de març de 1940
- Noruega: Gran Creu de l'Ordre Reial Noruega de Sant Olaf, amb collar, 3 de juliol de 1908
- Imperi Rus: Cavaller de l' Orde de Sant Andreu Apòstol el Primer Anomenat, 1903
- Regne d'Espanya: Cavaller de la Gran Creu de la Reial i Distingida Ordre de Carles III, amb Collar, 30 de maig de 1906
- Regne Unit de Gran Bretanya i Irlanda: Cavaller Honorari de la Gran Creu de l'Ordre Reial Victoriana, 22 d'agost de 1902 – amb motiu de la coronació del rei Eduard VII

## Llinatge
|  |                                                                |  |  |  |  |  |  |  |  |  |  |  |  |  |  |  |
|  | 8. Frederic Guillem d'Schleswig-Holstein-Sonderburg-Glücksburg |  |  |  |  |  |  |  |  |  |  |  |  |  |  |  |
|  |                                                                |  |  |  |  |  |  |  |  |  |  |  |  |  |  |  |
|  |                                                                |  |  |  |  |  |  |  |  |  |  |  |  |  |  |  |
|  | 4. Cristià IX                                                  |  |  |  |  |  |  |  |  |  |  |  |  |  |  |  |
|  |                                                                |  |  |  |  |  |  |  |  |  |  |  |  |  |  |  |
|  |                                                                |  |  |  |  |  |  |  |  |  |  |  |  |  |  |  |
|  | 9. Lluïsa Carolina de Hessen-Kassel                            |  |  |  |  |  |  |  |  |  |  |  |  |  |  |  |
|  |                                                                |  |  |  |  |  |  |  |  |  |  |  |  |  |  |  |
|  |                                                                |  |  |  |  |  |  |  |  |  |  |  |  |  |  |  |
|  | 2. Jordi I de Grècia                                           |  |  |  |  |  |  |  |  |  |  |  |  |  |  |  |
|  |                                                                |  |  |  |  |  |  |  |  |  |  |  |  |  |  |  |
|  |                                                                |  |  |  |  |  |  |  |  |  |  |  |  |  |  |  |
|  | 10. Guillem de Hessen-Kassel                                   |  |  |  |  |  |  |  |  |  |  |  |  |  |  |  |
|  |                                                                |  |  |  |  |  |  |  |  |  |  |  |  |  |  |  |
|  |                                                                |  |  |  |  |  |  |  |  |  |  |  |  |  |  |  |
|  | 5. Lluïsa de Hessen-Kassel                                     |  |  |  |  |  |  |  |  |  |  |  |  |  |  |  |
|  |                                                                |  |  |  |  |  |  |  |  |  |  |  |  |  |  |  |
|  |                                                                |  |  |  |  |  |  |  |  |  |  |  |  |  |  |  |
|  | 11. Lluïsa Carlota de Dinamarca                                |  |  |  |  |  |  |  |  |  |  |  |  |  |  |  |
|  |                                                                |  |  |  |  |  |  |  |  |  |  |  |  |  |  |  |
|  |                                                                |  |  |  |  |  |  |  |  |  |  |  |  |  |  |  |
|  | 1. Príncep Andreu de Grècia i Dinamarca                        |  |  |  |  |  |  |  |  |  |  |  |  |  |  |  |
|  |                                                                |  |  |  |  |  |  |  |  |  |  |  |  |  |  |  |
|  |                                                                |  |  |  |  |  |  |  |  |  |  |  |  |  |  |  |
|  | 12. Nicholas I of Russia                                       |  |  |  |  |  |  |  |  |  |  |  |  |  |  |  |
|  |                                                                |  |  |  |  |  |  |  |  |  |  |  |  |  |  |  |
|  |                                                                |  |  |  |  |  |  |  |  |  |  |  |  |  |  |  |
|  | 6. Constantí de Rússia                                         |  |  |  |  |  |  |  |  |  |  |  |  |  |  |  |
|  |                                                                |  |  |  |  |  |  |  |  |  |  |  |  |  |  |  |
|  |                                                                |  |  |  |  |  |  |  |  |  |  |  |  |  |  |  |
|  | 13. Carlota de Prússia                                         |  |  |  |  |  |  |  |  |  |  |  |  |  |  |  |
|  |                                                                |  |  |  |  |  |  |  |  |  |  |  |  |  |  |  |
|  |                                                                |  |  |  |  |  |  |  |  |  |  |  |  |  |  |  |
|  | 3. Olga de Rússia                                              |  |  |  |  |  |  |  |  |  |  |  |  |  |  |  |
|  |                                                                |  |  |  |  |  |  |  |  |  |  |  |  |  |  |  |
|  |                                                                |  |  |  |  |  |  |  |  |  |  |  |  |  |  |  |
|  | 14. Josep I de Saxònia-Altenburg                               |  |  |  |  |  |  |  |  |  |  |  |  |  |  |  |
|  |                                                                |  |  |  |  |  |  |  |  |  |  |  |  |  |  |  |
|  |                                                                |  |  |  |  |  |  |  |  |  |  |  |  |  |  |  |
|  | 7. Alexandra de Saxònia-Altenburg                              |  |  |  |  |  |  |  |  |  |  |  |  |  |  |  |
|  |                                                                |  |  |  |  |  |  |  |  |  |  |  |  |  |  |  |
|  |                                                                |  |  |  |  |  |  |  |  |  |  |  |  |  |  |  |
|  | 15. Amàlia de Württemberg                                      |  |  |  |  |  |  |  |  |  |  |  |  |  |  |  |
|  |                                                                |  |  |  |  |  |  |  |  |  |  |  |  |  |  |  |
|  |                                                                |  |  |  |  |  |  |  |  |  |  |  |  |  |  |  |